# 岡吉正
岡吉正（？—？），是安土桃山時代與日本戰國時代的武將，亦是雜賀眾的其中一員。自稱太郎次郎。

## 生平
岡吉正為日本紀州雜賀的土豪及岡氏的總領。他與雜賀孫市同守大阪石山本願寺。在雜賀鐵炮眾中又表現活躍。因他擅長使用鐵炮（日式火绳枪），所以常常指揮鐵炮隊行動。在天正四年5月3日（1576年），岡吉正參與第二次石山合戰。由於織田軍將領原田直政戰死，本願寺軍便取得勝利。石山合戰結束後7天，織田信長對石山本願寺發動奇襲。織田信長的部分大腿受到鎗傷。有指其受傷是由岡吉正狙擊所造成。當投降織田軍後，他仍然以抵抗織田信長勢力的名義單獨行動。至天正十三年（1585年），豐臣秀吉征伐紀州。岡吉正投降豐臣軍。而此舉是直接造成雜賀眾早期崩潰的原因。

## 外部連結及參考來源
- 岡吉正